# Karuse
Karuse – wieś w Estonii, w prowincji Lääne, w gminie Hanila.